# Nineta pomacea
Nineta pomacea là một loài côn trùng trong họ Chrysopidae thuộc bộ Neuroptera. Loài này được Zakharenko miêu tả năm 1983.